# Observation Hill
Der Observation Hill (englisch für Beobachtungshügel) ist ein 230 m hoher und kegelförmiger Hügel am südwestlichen Ende der Hut-Point-Halbinsel im Südwesten der antarktischen Ross-Insel. Er überragt das Kap Armitage.
Entdeckt und benannt wurde er von Teilnehmern der Discovery-Expedition (1901–1904) unter der Leitung des britischen Polarforschers Robert Falcon Scott. Namensgebend ist der Umstand, dass sich vom Gipfel des Hügels eine besonders gute Aussicht über das umliegende Gebiet bietet.